# Arctic Moves
Arctic Moves es la tercera parte de la tetralogía Moves, precedida por Army Moves y Navy Moves, dos juegos publicados en plena edad de oro del soft español. Es un videojuego publicado por la desaparecida Dinamic Multimedia en 1995 para PC. Fue programado por Luis Mariano García Corral, con gráficos de Snatcho y Rubén Rubio y producido por Víctor Ruíz. El juego puede encontrarse en calidad abandonware.[cita requerida]
El juego fue programado originalmente para Atari ST en 1991, con intención de sacarlo también en Commodore Amiga, pero debido a la crisis que atravesaba Dinamic Software, no fue publicado. Fue en 1995 cuando se lanzó la versión que el propio autor convirtió a PC. Posteriormente a este lanzamiento, el autor hizo pública en 2001 la versión original, para Atari ST.
La versión PC fue distribuida en Europa por Imagine Software.[cita requerida]

## Argumento
Una nave espacial terrestre pero de nuestro futuro ha sufrido un aparatoso accidente, pero en nuestro tiempo. El problema es que esa nave está infestada de extraterrestres, por lo que nosotros nos encargaremos de controlar a Derdhal para aniquilar todo rastro de vida alienígena. Este personaje es el mismo que ya apareciera en Army Moves y Navy Moves, dos clásicos del software español para máquinas de 8 bits.[cita requerida]

## Características
Al igual que sus antecesores y otros productos clásicos de Dinamic, tales como Game Over, el juego se compone de dos misiones. Al terminar la primera parte, se nos dará una contraseña para poder entrar en la segunda misión.[cita requerida]
La primera parte se inicia en la superficie helada del Ártico, donde Derdhal lucha con hordas de enemigos diferentes que varían de comandos árticos a las tropas de aire, que va a disparar o lanzar granadas al instante. Hay varias ametralladoras dispersas alrededor de las áreas. Además la fase shooting, el juego ofrece una gran cantidad de acción al estilo juego de plataformas, en el que hay que saltar a terrenos más elevados con el fin de llegar a ciertos lugares y objetos. La fase tiene límites por tu energía y el tiempo limitado para completar la misión, pero pueden ampliarse ambas recogiendo corazones y relojes dispersos por el juego. Derdhal debe infiltrarse en la base enemiga para destruir el sistema de comunicaciones y todos sus vehículos para obtener el código de la segunda parte.[cita requerida]
La segunda parte es un poco diferente. Sigue siendo un juego de acción y aventura , pero ahora se ejecuta dentro de la nave espacial extraterrestre. Su misión ahora es conectar los siete sistemas principales de la nave espacial. Allí, el terror está por todo el lugar mientras camina por los pasillos oscuros. Los robots y aliens mortales vienen a frustrar su misión. Además hay bestias enormes llamadas 'capitosaurus, algunos de los cuales lanzan bolas de ácidos, a los que solo se puede matar con granadas.[cita requerida]

## Curiosidades
- Cuando se acababa el juego, a modo de mensaje de despedida, podíamos leer acerca de una nueva secuela, llamada Desert Moves que nunca llegó a crearse.[cita requerida]
- Una vez adquirido el título, se regalaba además, junto a uno de los primeros emuladores de Spectrum creado por Pedro Gimeno, los juegos Army Moves y Navy Moves, pertenecientes a la trilogía.[cita requerida]
- El emulador incluido es el mismo distribuido con el primer número de PCmanía.[cita requerida]

## Requisitos PC
- Compatible IBM PC con microprocesador Intel 80286 o superior. Se recomienda un Intel 80386.
- 550 KiB de memoria RAM disponibles para el usuario.[cita requerida]
- Unidad de disquete de 3,5 pulgadas y alta densidad (para leer el juego)[cita requerida]
- Disco duro con 2 MiB libres[cita requerida]
- Tarjeta gráfica VGA o superior[cita requerida]
- Sistema operativo MS-DOS 3.0 o superior. Se recomiendan versiones de DOS (DR-DOS, IBM PC DOS...) 5.0 o 6.0 por su mejor gestión de memoria.[cita requerida]
- Tarjeta de sonido Sound Blaster o compatible.[cita requerida]